# Avrillé (Maine-et-Loire)
Avrillé település Franciaországban, Maine-et-Loire megyében. Lakosainak száma 15 225 fő (2022. január 1.). Avrillé Montreuil-Juigné, Cantenay-Épinard, Angers, Beaucouzé és Longuenée-en-Anjou községekkel határos.

## Népesség
A település népességének változása:
| Lakosok száma | 4603 | 10 811 | 12 878 | 12 242 | 12 972 | 13 518 | 13 692 | 14 443 | 14 727 | 15 225 |
|               | 1968 | 1982   | 1990   | 2006   | 2013   | 2015   | 2017   | 2019   | 2020   | 2022   |